# VfB Uerdingen
Der VfB Uerdingen (offiziell: Verein für Bewegungsspiele 1910 e. V.) ist ein Sportverein aus dem Krefelder Stadtteil Uerdingen. Die erste Fußballmannschaft der Frauen nahm einmal am DFB-Pokal teil.

## Geschichte
Der Verein wurde am 1. November 1910 als SC Preußen Uerdingen gegründet. Ende 1919 fusionierte dieser mit dem Spielverein Uerdingen zum VfB Uerdingen. Vom 1. Oktober 1941 an bildete der Verein zusammen mit dem FC Uerdingen 05 die Kriegsspielgemeinschaft KSG Uerdingen. Nach dem Ende des Zweiten Weltkrieges fusionierten beide Vereine im Juli 1945 zur Sportvereinigung 05/10 Uerdingen. Am 20. Februar 1948 spaltete sich der VfB Uerdingen wieder ab, während aus der Sportvereinigung die heutigen Vereine KFC Uerdingen 05 bzw. SC Bayer 05 Uerdingen entstanden.

### Frauenfußball
Die Fußballerinnen des VfB Uerdingen gehörten im Jahre 1985 zu den Gründungsmitgliedern der seinerzeit erstklassigen Regionalliga West und wurden in der Auftaktsaison 1985/86 Vierter. Darüber hinaus gewann die Mannschaft noch den Niederrheinpokal und qualifizierte sich für den DFB-Pokal. Dort trafen die Uerdingerinnen in der ersten Runde auf den FC Bayern München. Nach einem 1:1 nach Verlängerung kam es zu einem Wiederholungsspiel in München, dass die Bayern mit 2:0 gewannen und ins Viertelfinale einzogen. 1988 stieg der VfB aus der Regionalliga ab und kehrte auf Anhieb zurück.
Im Jahre 1990 bewarb sich der Verein für die neu geschaffene Bundesliga, verpasste aber die Qualifikation deutlich. Während der Saison 1991/92 wurde die Mannschaft nach dem zweiten Spieltag zurückgezogen. Mit Melanie Lasrich und Cornelia Trauschke stellte der VfB Uerdingen zwei deutsche Nationalspielerinnen. Derzeit stellt der Verein keine Frauenmannschaft.

#### Erfolge
- Niederrheinmeister: 1988/89
- Niederrheinpokalsieger: 1985/1986

### Männerfußball
Die Männer des VfB Uerdingen wurden nach der Abspaltung von 1948 in die Kreisklasse Kempen/Krefeld eingestuft und stiegen auf Anhieb in die Bezirksklasse auf. 1951 wurde der VfB dort Vizemeister hinter Grün-Weiß Viersen. Die zwischenzeitlich errungene sportliche Vorherrschaft in Uerdingen ging im Jahre 1956 verloren, als der ehemalige Fusionspartner Bayer 05 Uerdingen in die Landesliga aufstieg. Drei Jahre später schaffte auch der VfB den Sprung in die Landesliga, stieg aber im folgenden Jahr wieder in die Bezirksklasse ab. Die Bezirksklasse bzw. ab 1978 Bezirksliga blieb die sportliche Heimat der Uerdinger, ehe die Mannschaft im Jahre 2010 den erneuten Aufstieg in die Landesliga schaffte, die drei Jahre gehalten werden konnte. Im Jahre 2015 gelang der erneute Aufstieg in die Landesliga. Im Jahr 2015 absolvierte der VfB seine sportlich erfolgreichste Saison in der Vereinsgeschichte. Neben der Meisterschaft und dem damit verbundenen Aufstieg in die Landesliga gewann die Mannschaft um Cheftrainer Stefan G. Rex sowohl die Krefelder Feldstadtmeisterschaft als auch die Krefelder Hallenstadtmeisterschaft. In den Jahren 2014, 2015 und 2016 konnte sich der VfB Uerdingen als erster Krefelder Verein dreimal in Folge die Krefelder Feldstadtmeisterschaft sichern. Hierauf folgten dann noch die Siege der Krefelder Feldstadtmeisterschaft in den Jahren 2017 und 2018. 2019 stieg der VfB dann in die Kreisliga A ab. Das 110-jährige Jubiläum lag 2020 im Schatten der Coronapandemie, während der eine Spielzeit frühzeitig beendet und eine Saison lediglich begonnen werden konnte. Im Sommer 2022 kehrte der VfB Uerdingen als Vize-Meister der Kreisliga A Kempen/Krefeld in die Bezirksliga zurück.

## Persönlichkeiten
- Melanie Lasrich
- Cornelia Trauschke